# Associazione Calcio Novara 1968-1969
Questa pagina raccoglie le informazioni riguardanti l'Associazione Calcio Novara nelle competizioni ufficiali della stagione 1968-1969.

## Rosa
| N. |                   | Ruolo | Calciatore         |
| -- | ----------------- | ----- | ------------------ |
|    | Italia (bandiera) | A     | Enrico Bramati     |
|    | Italia (bandiera) | A     | Giacomo Brignoli   |
|    | Italia (bandiera) | D     | Bruno Canto        |
|    | Italia (bandiera) | D     | Mauro Colla        |
|    | Italia (bandiera) | D     | Daniele Cribio     |
|    | Italia (bandiera) | A     | Pier Luigi Gabetto |
|    | Italia (bandiera) | A     | Renato Gavinelli   |
|    | Italia (bandiera) | C     | Luigi Giannini     |
|    | Italia (bandiera) |       | Giovannini         |
|    | Italia (bandiera) | P     | Fausto Lena        |
|    | Italia (bandiera) | A     | Claudio Maioni     |
|    | Italia (bandiera) | C     | Roberto Manini     |
|    | Italia (bandiera) | A     | Giorgio Milanesi   |

| N. |                   | Ruolo | Calciatore         |
| -- | ----------------- | ----- | ------------------ |
|    | Italia (bandiera) |       | Pedroni            |
|    | Italia (bandiera) | P     | Felice Pulici      |
|    | Italia (bandiera) |       | Rossi              |
|    | Italia (bandiera) | A     | Giancarlo Schilirò |
|    | Italia (bandiera) | D     | Vasco Tagliavini   |
|    | Italia (bandiera) | C     | Celestino Testa    |
|    | Italia (bandiera) | D     | Giovanni Udovicich |
|    | Italia (bandiera) |       | Urban              |
|    | Italia (bandiera) | C     | Giovanni Vianelli  |
|    | Italia (bandiera) |       | Viazzo             |
|    | Italia (bandiera) | D     | Benito Zanutto     |
|    | Italia (bandiera) | D     | Achille Zardo      |